# Hyatt Regency México City

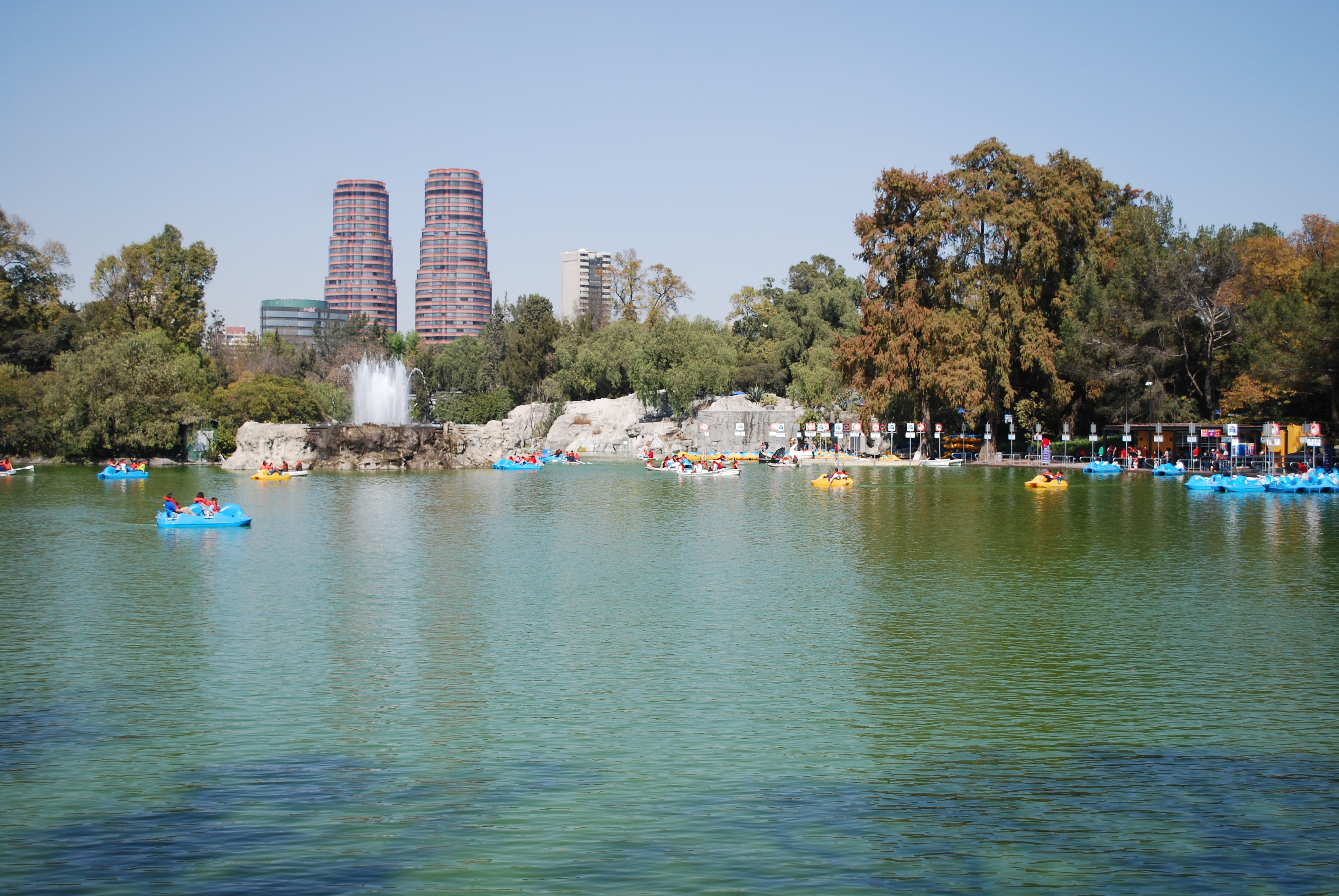
Hotel Nikko a la izquierda

El Hyatt Regency México City, anteriormente llamado Hotel Nikko México, es un rascacielos ubicado en Campos Elíseos #204, colonia Polanco, alcaldía Miguel Hidalgo, en la Ciudad de México. Cuando concluyó su construcción se convirtió en el cuarto edificio más alto de la Ciudad de México (actualmente ocupa el lugar decimocuarto).
Cabe destacar que con sus 755 habitaciones es el segundo hotel más alto de Latinoamérica, tan solo después del St. Regis Hotel[cita requerida]. En Polanco ha sido el edificio más alto desde 1987, superando al Hotel Presidente Intercontinental.

## La forma
- Su altura es de 142 metros y tiene 756 habitaciones repartidas en 43 pisos.

- El área total del rascacielos es de 41,000 m².

- Cuenta con 10 ascensores, cinco de ellos son de alta velocidad y se mueven a 6.1 metros por segundo.

## Historia del edificio
Ante el crecimiento de la zona de Polanco, una de las más exclusivas y visitadas de México, empezó el boom de construcción de edificios de más de 100 metros de altura por lo que en 1982 dio inicio el proyecto de lo que sería el hotel más alto y con más número de habitaciones en Latinoamérica y uno de los más altos del mundo, los materiales que se usaron en su construcción fueron, concreto armado, vidrio en la mayor parte de su estructura y hormigón cabe destacar que se convirtió en la segunda edificación más alta de Latinoamérica hecha a base de hormigón. 
La construcción comenzó en 1985, pero fue retrasada por el terremoto de México de 1985 de 8,1 en la escala de Richter y fue hasta octubre del año 1986 cuando se volvió a dar marcha a la estructura y fue finalizada en 1987 año en que fue inaugurado bajo la marca Nikko Hotels International. En mayo de 2012 cambia de administración y marca, renombrándose Hyatt Regency México City.

## Detalles importantes
- Debido a la zona medianamente peligrosa en la que se encuentra el edificio, fue equipado con 20 amortiguadores sísmicos a largo de toda su estructura y cuenta con 67 pilotes de concreto que penetran a una profundidad de 35 metros de profundidad. El edificio puede soportar un terremoto de 8,5 en la escala de Richter.

- Es uno de los rascacielos más emblemáticos de la Ciudad de México.

- Se le considera uno de los rascacielos más seguros de Polanco junto con Residencial del Bosque 2 (Torre gemela 2), Residencial del Bosque 1 (Torre Gemela 1) y Presidente InterContinental Hotel.

- A los pies de Hyatt Regency México City se extiende el majestuoso y milenario Bosque y lago de Chapultepec, guardián de la cultura y pulmón de la Ciudad de México.

- Es un Hotel de 5 estrellas.

- Ha soportado cuatro terremotos a lo largo de su historia el primero en 1995 que midió 7,3 en la escala de Richter, el segundo en el 2003 de 7,6 en la escala de Richter y el tercero el 13 de abril del 2007 de 6,3 en la escala de Richter con epicentro en el estado de Guerrero, el cuatro el 19 de septiembre de 2017 tuvo su epicentro en la latitud 18.40 norte, longitud 98.72 oeste, a una profundidad de 57 kilómetros, a 12 kilómetros al sureste de Axochiapan, Morelos, en el límite con el estado de Puebla.

- Cabe destacar que la Avenida El Paseo de la Reforma queda a 8 minutos aproximadamente a 500 metros.

- Es famoso por haber grabado el videoclip Vuela, vuela del grupo Magneto en 1991.

## Edificio inteligente
Es considerado un edificio inteligente debido a que cuenta con un sistema de control de iluminación llamado Lutron Quantum. Diversos edificios inteligentes incorporan sistemas de control de iluminación, como por ejemplo Torre Mayor, Torre Ejecutiva Pemex, World Trade Center México, Torre Altus, Arcos Bosques, Arcos Bosques Corporativo, Torre Latinoamericana, Edificio Reforma 222 Torre 1, Haus Santa Fe, Edificio Reforma Avantel, Residencial del Bosque 1, Reforma 222 Centro Financiero, Torre del Caballito, Torre HSBC, Panorama Santa fe, City Santa Fe Torre Ámsterdam, Santa Fe Pads, St. Regis Hotel & Residences, Torre Lomas.
El edificio cuenta con una manejadora de aire automática en cada nivel para surtir.
El edificio cuenta con los siguientes sistemas:
- Sistema de Generación y distribución de agua helada ahorrador de energía.
- Sistema de Volumen Variable de Aire (Unidades manejadoras de aire y preparaciones de ductos de alta velocidad en cada nivel de oficinas).
- Sistema de Extracción Sanitarios Generales en cada nivel de oficinas.
- Sistema de ventilación Mecánica de aire automático en estacionamientos,
- Sistema de Extracción Mecánica Cuarto de basura.
- Sistema de Acondicionamiento de Aire automático tipo Mini-Split para cuarto de control, administración, venta y sala de juntas.

### Sistema de detección de incendios
El edificio cuenta con sistemas de detección y extinción automáticos de incendios. Todas las áreas comunes, incluyendo los sótanos de estacionamiento, cuentan con sistema de rociadores y de detectores de humo conectados al sistema central inteligente del edificio. Además, como complemento del sistema se instalaron gabinetes con manguera, con un extintor de polvo químico seco tipo ABC de 6 kg.

### Sistema de extracción de humos
En el cuarto se instalaron:
- Una bomba Jockey para mantener la presión.
- Una bomba con motor eléctrico para el servicio norma.
- Una bomba con motor de combustión interna para el servicio de emergencia.

- Todos los tableros y accesorios para el funcionamiento de los equipos contra incendio son totalmente automáticos y son conectados al sistema inteligente del edificio.

## Datos clave
- Altura- 142 metros.
- Área Total- 9,584.70 metros cuadrados de predio.
- Pisos- 4 niveles subterráneos de estacionamiento y 44 pisos.
- Condición: 	En uso
- Rango: 	
  - En México: 12.º lugar, 2011: 23.er lugar
  - En Ciudad de México: 11º lugar, 2011: 16.º lugar
  - En Polanco: 1.er lugar